# Rita Engelmann
Rita Engelmann (* 3. Dezember 1942 in Berlin-Schmargendorf; † 8. Oktober 2021 in Ilsede-Gadenstedt) war eine deutsche Schauspielerin, Synchronsprecherin sowie Hörspielsprecherin.

## Leben und Werk
Rita Engelmann absolvierte ihre Schauspielausbildung an der Max-Reinhardt-Schule für Schauspiel in Berlin und startete anschließend ihre Schauspielkarriere mit einem siebenjährigen Engagement am Schillertheater, gefolgt von Stationen an der Komödie Berlin, der Schaubühne München und am Theater am Dom in Köln.
Neben ihrer Bühnentätigkeit debütierte Rita Engelmann Ende der 1960er Jahre als Fernsehschauspielerin in Das Geständnis eines Mädchens. Danach war sie in verschiedenen Filmen und Fernsehserien zu sehen, unter anderem im preisgekrönten Kinofilm Vera Romeyke ist nicht tragbar oder der Serie Großstadtrevier.
Ein großes künstlerisches Betätigungsfeld war ab 1969 ihre Synchrontätigkeit. Rita Engelmann lieh unter anderem bekannten Schauspielerinnen wie Catherine Deneuve, Bette Midler und Helen Mirren ihre Stimme.
Sie war mit dem Schauspieler Ulli Kinalzik verheiratet.
Ab Januar 2016 übernahm sie für 6 Folgen (bis Ende 2017) die weibliche Hauptrolle der Rose Bailey in der Krimi-Hörspielserie Morgan + Bailey. Am 8. Oktober 2021 verstarb Rita Engelmann im Alter von 78 Jahren.

## Filmografie (Auswahl)
- 1967: Das Geständnis eines Mädchens
- 1968: Landarzt Dr. Brock: Das Karussell
- 1970: Die Kriminalerzählung (Fernsehserie, 1 Folge)
- 1970: Drüben bei Lehmanns: Die Erbschaft
- 1975: Kommissariat 9 – Zum halben Preis (Fernsehserie)
- 1976–1980: Direktion City
- 1979: Die Geisterbehörde
- 1979: St. Pauli-Landungsbrücken (Fernsehserie, 1 Folge)
- 1981: Kumpel mit Chauffeur
- 1982: Ein Abend mit Georg Thomalla
- 1982: Dr. med. Mathilde Wagner – Ein Frauenstudium in Freiburg
- 1986: Großstadtrevier: Prosit Neujahr
- 1987: Großstadtrevier: Rote Karte für Thomas?

## Synchronarbeiten (Auswahl)
Catherine Deneuve
- 1982: Der Schock als Claire
- 1984: Fort Saganne als Louise
- 1997: Genealogien eines Verbrechens als Jeanne/Solange
- 2001: The Musketeer als Queen
- 2004: Marie Bonaparte als Marie Bonaparte
- 2007: Frühstück mit einer Unbekannten als Elegante Dame

Ann-Margret
- 1984: Endstation Sehnsucht als Blanche DuBois
- 1986: 52 Pick-Up als Barbara Mitchell
- 1987: Tiger’s Tale – Ein Tiger auf dem Kissen als Rose Butts
- 1993: Ein verrücktes Paar als Ariel Truax
- 1994: Land der verlorenen Kinder als Carol Stevens
- 1995: Der dritte Frühling – Freunde, Feinde, Fisch & Frauen als Ariel Truax–Gustafson

Gates McFadden
- 1990–1993: Raumschiff Enterprise – Das nächste Jahrhundert (Fernsehserie) als Dr. Beverly Crusher
- 1994: Star Trek: Treffen der Generationen als Dr. Beverly Crusher
- 1996: Star Trek – Der erste Kontakt als Dr. Beverly Crusher
- 1998: Star Trek – Der Aufstand als Dr. Beverly Crusher
- 2002: Star Trek – Nemesis als Dr. Beverly Crusher

Anne Archer
- 1978: Vorhof zum Paradies als Annie
- 1996: Nichts als Trouble mit den Frauen als Julie
- 1998: Im Netz der Dunkelheit als Theresa Sullivan
- 2009: Der Womanizer – Die Nacht der Ex-Freundinnen als Vonda Volkom

Dolly Parton
- 1984: Der Senkrechtstarter als Jake Farris
- 1989: Magnolien aus Stahl als Truvy Jones
- 1993: Die Beverly Hillbillies sind los! als Dolly Parton
- 2012: Joyful Noise als G.G. Sparrow

Jennifer Coolidge
- 1999: American Pie – Wie ein heißer Apfelkuchen als Stiflers Mutter
- 2001: American Pie 2 als Stiflers Mutter
- 2003: American Pie – Jetzt wird geheiratet als Stiflers Mutter
- 2004–2009: Immer wieder Jim (Fernsehserie) als Roxanne

Megan Cavanagh
- 2001: Jimmy Neutron – Der mutige Erfinder als Judy Neutron
- 2002–2009: Jimmy Neutron (Fernsehserie) als Judy Neutron
- 2004: Jimmy Neutron vs. Timmy Turner: Gefangen in der Welt der Feen als Judy Neutron
- 2006: Jimmy Neutron vs. Timmy Turner: Ein hinreißend gelungener Schurke als Judy Neutron

JoBeth Williams
- 1999: Made Men als Jane Newhart
- 2000: Wenn Mutterliebe zur Hölle wird als Sophie Hanson
- 2007: In the Land of Women als Agnes Webb

Barbara Hershey
- 1976: Die Flut bricht los als Mary Cutler
- 1983: Der Stoff, aus dem die Helden sind als Glennis Yeager

Linda Gray
- 1981–1989, 1991: Dallas (Fernsehserie) als Sue Ellen Ewing
- 2013–2017: Dallas (Fernsehserie) als Sue Ellen Ewing

Miriam Flynn
- 1998: In einem Land vor unserer Zeit VI – Der geheimnisvolle Berg der Saurier als Großmutter
- 2000: In einem Land vor unserer Zeit VII – Der geheimnisvolle Zauberstein als Großmutter

Candice Bergen
- 2001: Miss Undercover als Kathy Morningside
- 2008: Sex and the City – Der Film als Enid Frick

Mary Jo Catlett
- 2002–2015: SpongeBob Schwammkopf (Fernsehserie) als Mrs. Puff (1. Stimme)
- 2004: Der SpongeBob Schwammkopf Film als Mrs. Puff

Kari Wahlgren
- 2004–2012: Winx Club (Fernsehserie) als Miss Faragonda (1. Stimme)
- 2007: Winx Club – Das Geheimnis des verlorenen Königreichs als Miss Faragonda

Jacqueline Bisset
- 2005: Domino als Dominos Mutter
- 2012–2017: Rizzoli & Isles (Fernsehserie) als Constance Isles

### Filme
- 1974: Schwarzwaldfahrt aus Liebeskummer – Barbara Nielsen als Renate Berndorf
- 1980: The Fog – Nebel des Grauens – Jamie Lee Curtis als Elizabeth Solley
- 1981: Excalibur – Helen Mirren als Morgana
- 1981: Mad Foxes – Feuer auf Räder – Laura Premica als Cilly
- 1981: Buddy Buddy – Paula Prentiss als Celia Clooney
- 1982: Conan der Barbar – Sandahl Bergman als Valeria
- 1984: Vertigo – Aus dem Reich der Toten – Kim Novak als Judy Barton / Madeleine
- 1993: Hocus Pocus – Drei zauberhafte Hexen – Bette Midler als Winifred „Winnie“ Sanderson
- 1993: Schindlers Liste – Caroline Goodall als Emilie Schindler
- 1994: Der König der Löwen – Madge Sinclair als Sarabi
- 1995: Don Juan DeMarco – Faye Dunaway als Marilyn Mickler
- 1999: Sleepy Hollow – Miranda Richardson als Lady van Tassel
- 1999: Willkommen in Freak City – Rosemary Dunsmore als Mary Manmouth
- 2001: Bridget Jones – Schokolade zum Frühstück – Celia Imrie als Una Alconbury
- 2001: Natürlich blond – Raquel Welch als Mrs. Windham Vandermark
- 2005: In den Schuhen meiner Schwester – Carol Florence als Hundebesitzerin
- 2006: Yankee Irving – Kleiner Held ganz groß! – Whoopi Goldberg als Darlin
- 2013: The Immigrant – Jelena Jakowlewna Solowei als Rosie Hertz

### Serien
- 1984: Hart aber herzlich – Carolyn Seymour als Celeste Dumont
- 1986: Hart aber herzlich – Leigh Taylor-Young als Victoria Wilder
- 1986–1990: Agentin mit Herz – Kate Jackson als Amanda King
- 1988: Jake und McCabe – Durch dick und dünn – Karen Austin als Rebecca Warfield
- 1989: Jake und McCabe – Durch dick und dünn – Susan Blakely als Jennifer Wilding / Lisa Wilding
- 1989: Jake und McCabe – Durch dick und dünn – Barbara Parkins als Candace Morgan
- 1990: Jake und McCabe – Durch dick und dünn – Elyssa Davalos als Leah Champlin
- 1992: Jake und McCabe – Durch dick und dünn – Terri Garber als Casey Quinn
- 2002–2003: Detektiv Conan – Sumi Shimamoto als Yukiko Kudo (1. Stimme)
- 2004–2007: Six Feet Under – Gestorben wird immer – Joanna Cassidy als Margaret Chenowith
- 2005–2006: Desperate Housewives – Kathryn Harrold als Helen Rowland
- 2005–2006: Invader Zim – Mo Collins als Robo-Mom
- 2005–2007: Charmed – Zauberhafte Hexen – Jennifer Rhodes als Penny Halliwell (2. Stimme)
- 2005–2011: My Family – Zoë Wanamaker als Susan Harper
- 2007–2008/2010/2012: Grey’s Anatomy – Debra Monk als Louise O’Malley
- 2008–2014: The Clone Wars – Jameelah McMillan als Halle Burtoni (Episode: Mord im Senat)
- 2009–2013: Fringe – Grenzfälle des FBI – Blair Brown als Nina Sharp

## Hörspiele (Auswahl)
- 2005: Gruselkabinett Folge 5: Die Unschuldsengel (nach The Turn of the Screw von Henry James)
- 2008 (Audible: 2019): Dark Lord (nach James Lucenos Roman Dunkler Lord: Der Aufstieg des Darth Vader) als Jula – Buch und Regie: Oliver Döring, ISBN 978-3-8291-2157-6
- 2016: Morgan & Bailey – als Pastorin Rose Bailey (1. Stimme, Episoden 1–6)